# Apilocrocis glaucosia
Apilocrocis glaucosia là một loài bướm đêm trong họ Crambidae.